# Suha Balka, Mîkolaiiv
Suha Balka (în ucraineană Суха Балка) este un sat în comuna Andriivka din raionul Mîkolaiiv, regiunea Mîkolaiiv, Ucraina.

## Demografie
Componența lingvistică a localității Suha Balka
     Ucraineană (90,99%)
     Rusă (8,11%)
Conform recensământului din 2001, majoritatea populației localității Suha Balka era vorbitoare de ucraineană (90,99%), existând în minoritate și vorbitori de rusă (8,11%).